# چیدینگفولد
چیدینگفولد (به انگلیسی: Chiddingfold) یک روستا و محله مدنی در بریتانیا است که در Waverley واقع شده‌است. چیدینگفولد ۲۸٫۱۸ کیلومتر مربع مساحت و ۲٬۹۶۰ نفر جمعیت دارد.